# Heteropogon ornatipes
Heteropogon ornatipes là một loài ruồi trong họ Asilidae. Heteropogon ornatipes được Loew miêu tả năm 1851. Loài này phân bố ở vùng Cổ Bắc giới.